# Leon Dunin-Wolski
Leon Stanisław Dunin-Wolski (ur. 9 kwietnia 1882 w Płocku, zm. 23 października 1956 w Dartford) – pułkownik artylerii Wojska Polskiego, kawaler Orderu Virtuti Militari.

## Życiorys
Urodził się 9 kwietnia 1882 w Płocku, w rodzinie Honoriusza i Leonii z Srzednickich. Ukończył gimnazjum w Płocku. Po ukończeniu szkoły podoficerskiej został przeniesiony do 11 Konnej Baterii i w 1904 wyjechał na wojnę rosyjsko-japońską. Jako podoficer 20 Baterii Konnej  brał udział w walkach na Półwyspie Kwantuńskim, pod Siachatanem, Dasiczao, Laojanem, Mukdenem. Po wojnie został oficerem zawodowym wojska rosyjskiego, pełnił funkcję referenta 20 Baterii Konnej  i naczelnika szkoły podoficerskiej. W czasie I wojny światowej brał udział w działaniach na Mazowszu, w Prusach, Kowieńszczyźnie i Łotwie. Od 24 lipca 1917 w Korpusie wschodnim. Jesienią 1917 na Białorusi objął dowództwo baterii artylerii konnej, formowanej przy 1 pułku ułanów. Dowodzona przez niego bateria weszła w skład dywizjonu artylerii konnej Dywizji Ułanów. W maju 1918, po kapitulacji I Korpusu Polskiego w Rosji, przyjechał do Warszawy. W listopadzie tego roku przystąpił do organizacji pierwszego pododdziału artylerii konnej odrodzonego Wojska Polskiego – 5 szwadronu 3 pułku ułanów (18 grudnia wyłączony z pułku i przemianowany na I pluton 1 baterii artylerii konnej). 25 lutego 1919 w Warszawie przystąpił do organizacji 1 dywizjonu artylerii konnej. Dywizjonem dowodził nominalnie do pierwszej dekady lutego 1920. 11 czerwca 1920 został zatwierdzony z dniem 1 kwietnia 1920 w stopniu podpułkownika, w artylerii, w grupie oficerów byłych Korpusów Wschodnich i byłej armii rosyjskiej. Pełnił wówczas służbę w Departamencie I Ministerstwa Spraw Wojskowych. W lipcu 1920 objął dowództwo artylerii konnej Grupy Operacyjnej Jazdy. 7 lutego 1921 ożenił się z Anną Bronikowską.

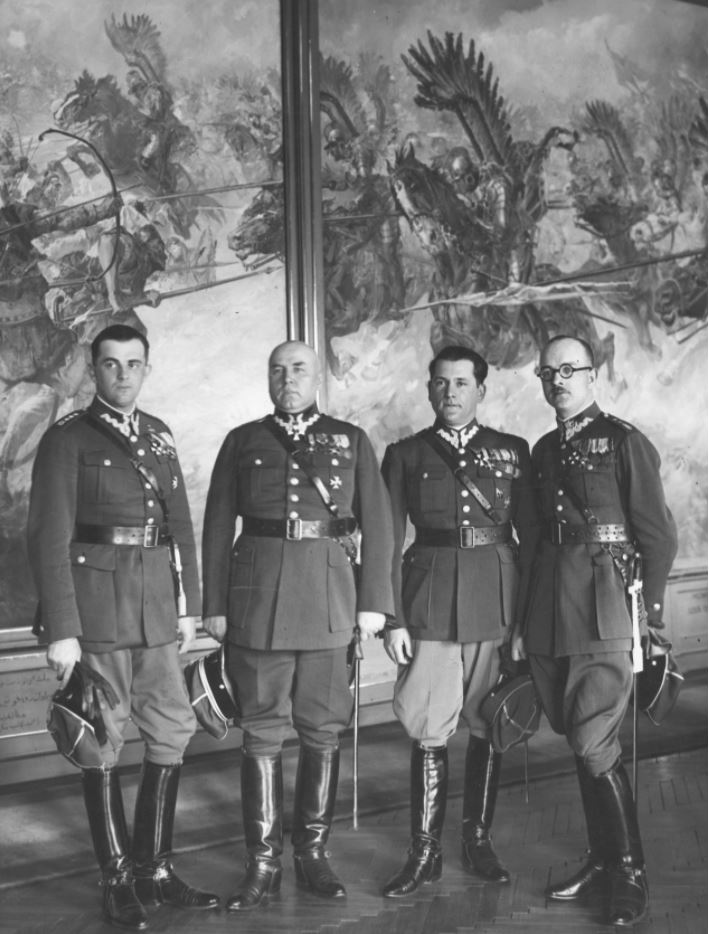
1929. Od lewej: kpt. Henryk Dąbrowski, dowódca 1. Dywizjonu Artylerii Konnej płk Leon Dunin-Wolski, kpt. Michał Lipscey-Steiner, por. Edward Kreiser.

W 1921 ukończył kurs wyższych dowódców w Warszawie, w 1924 kurs wyższych dowódców kawalerii w Biedrusku, w 1925 kurs wyższych dowódców artylerii w Warszawie. 3 maja 1922 zweryfikowany w stopniu pułkownika ze starszeństwem z dniem 1 czerwca 1919 w korpusie oficerów artylerii. W 1922, z jego inicjatywy, rtm. Witold Grabowski zaprojektował odznakę pamiątkową artylerii konnej. Do 1939 roku był przewodniczącym komisji kwalifikacyjnej uprawnionej do nadawania i odbierania wspomnianej odznaki. W 1923 pozostawał na etacie przejściowym w Rezerwie Oficerów Sztabowych Dowództwa Okręgu Korpusu Nr I. Z dniem 1 czerwca 1924 został przydzielony do 2 Dywizji Kawalerii w Warszawie na stanowisko dowódcy artylerii konnej dywizji kawalerii. Z dniem 9 lutego 1925 roku został odkomenderowany na dwumiesięczny kurs dla wyższych dowódców artylerii przy generalnym inspektorze artylerii. Z dniem 31 stycznia 1932 przeniesiony został w stan spoczynku. W 1934 pozostawał na ewidencji Powiatowej Komendy Uzupełnień Warszawa-Miasto III. Posiadał przydział mobilizacyjny do Oficerskiej Kadry Okręgowej Nr I i był wówczas „przewidziany do użycia w czasie wojny”. Po ataku wojsk sowieckich na Polskę przekroczył granicę polsko-rumuńską. Został internowany w Calimanesti, w Rumunii. W 1941 trafił do niewoli niemieckiej. Przebywał w oflagu w Kaiserbrunnen, Oflagu VI E Dorsten i Oflagu VI B Dössel. Po wyzwoleniu przez oddziały amerykańskie, wyruszył do Włoch, do 2 Korpusu PSZ. Został przyjęty do 7 Pułku Artylerii Konnej. Wiosną 1946, w czasie gdy Dunin-Wolski przebywał w szpitalu, 7 PAK został odesłany do Wielkiej Brytanii. W marcu 1947 w związku z demobilizacją został przyjęty do Polskiego Korpusu Przysposobienia i Rozmieszczenia. Wiosną 1949 ostatecznie zwolniony do cywila. Piastował funkcję prezesa Związku Artylerzystów Konnych. Z racji pełnionej funkcji 3 sierpnia 1952 w Londynie był gospodarzem uroczystych obchodów Święta Artylerii Konnej. Był wówczas najstarszym żołnierzem artylerii konnej.
Zmarł 23 października 1956 w Dartford. Pochowany na cmentarzu Brompton (kwatera nr 201649).

## Ordery i odznaczenia
- Krzyż Srebrny Orderu Wojskowego Virtuti Militari nr 5877[2][3]
- Krzyż Oficerski Orderu Odrodzenia Polski[3][10]
- Krzyż Walecznych (czterokrotnie[3], po raz pierwszy w 1921)[11][10]
- Złoty Krzyż Zasługi (dwukrotnie[3]: po raz pierwszy 10 listopada 1928[12])
- Medal Niepodległości[3][10]
- Medal Pamiątkowy za Wojnę 1918–1921[3][10]
- Medal Dziesięciolecia Odzyskanej Niepodległości[3][10]
- Brązowy Medal za Długoletnią Służbę[3]
- Krzyż Węgierski Zasługi II Klasy (Węgry, 1929)[3][13][10]
- Medal Zwycięstwa („Médaille Interalliée”) – 1925[3][14][10]